# Orostachys paradoxa
Orostachys paradoxa är en fetbladsväxtart som först beskrevs av Andrej Pavlovich Khokhrjakov och Vorosh., och fick sitt nu gällande namn av S.K. Czerepanov. Orostachys paradoxa ingår i släktet Orostachys och familjen fetbladsväxter. Inga underarter finns listade i Catalogue of Life.